# Safaniya-veld
Het Safaniya-veld is een olieveld in Saoedi-Arabië. Het is het grootste offshoreveld ter wereld en eigendom van Saudi Aramco. Het veld werd ontdekt in 1951 en kwam in 1957 in productie. Het in 1960 ontdekte Khafji-veld bleek uiteindelijk onderdeel uit te maken van het Safaniya-veld en is mogelijk verbonden met Burgan. De huidige productie ligt rond de 600.000 en 900.000 vaten per dag. Waarschijnlijk zou deze hoger kunnen zijn, maar er is minder vraag naar de zware olie die dit veld produceert. Naast olie produceert dit veld ook gas.
Met Ghawar en Abkaik is het Safaniya-veld een van de grote drie velden van Saoedi-Arabië.